# Патрісіо Корнехо
Патрісіо Корнехо (ісп. Patricio Cornejo; нар. 6 червня 1944) — колишній чилійський тенісист.
Найвищу одиночну позицію світового рейтингу — 65 місце досяг 4 вересня 1974 року.
Здобув 8 парних титулів.
Найвищим досягненням на турнірах Великого шолома були фінали в парному розряді.
Завершив кар'єру 1983 року.

## Фінали за кар'єру

### Парний розряд (8–10)
| Результат | Ранг | Рік  | Турнір                                      | Покриття | Партнер            | Суперники                          | Рахунок                 |
| --------- | ---- | ---- | ------------------------------------------- | -------- | ------------------ | ---------------------------------- | ----------------------- |
| Перемога  | 1.   | 1969 | Буенос-Айрес, Аргентина                     | Ґрунт    | Хайме Фійоль       | Рой Емерсон Фрю Макміллан          | w/o                     |
| Перемога  | 2.   | 1970 | Саут-Орандж, США                            | Тверде   | Хайме Фійоль       | Андрес Хімено Род Лейвер           | 3–6, 7–6, 7–6           |
| Поразка   | 1.   | 1971 | Борнмут, Англія                             | Ґрунт    | Хайме Фійоль       | Білл Боурі Овен Девідсон           | 6–8, 2–6, 6–3, 6–4, 3–6 |
| Поразка   | 2.   | 1971 | Буенос-Айрес, Аргентина                     | Ґрунт    | Хайме Фійоль       | Желько Франулович Іліє Настасе     | 4–6, 4–6                |
| Перемога  | 3.   | 1972 | Каракас, Венесуела                          | Тверде   | Хайме Фійоль       | Джим Макманус Мануель Орантес      | 6–4, 6–3, 7–6           |
| Поразка   | 3.   | 1972 | Брюссель, Бельгія                           | Ґрунт    | Хайме Фійоль       | Хуан Хісберт Мануель Орантес       | 7–9, 3–6                |
| Поразка   | 4.   | 1972 | Відкритий чемпіонат Франції з тенісу, Париж | Ґрунт    | Хайме Фійоль       | Боб Г'юїтт Фрю Макміллан           | 3–6, 6–8, 6–3, 1–6      |
| Поразка   | 5.   | 1972 | Індіанаполіс, США                           | Ґрунт    | Хайме Фійоль       | Боб Г'юїтт Фрю Макміллан           | 2–6, 3–6                |
| Поразка   | 6.   | 1973 | Буенос-Айрес, Аргентина                     | Ґрунт    | Іван Моліна        | Рікардо Кано Гільєрмо Вілас        | 6–7, 3–6                |
| Поразка   | 7.   | 1974 | Washington Open, США                        | Ґрунт    | Хайме Фійоль       | Том Гормен Марті Ріссен            | 5–7, 1–6                |
| Поразка   | 8.   | 1974 | Відкритий чемпіонат США з тенісу, Нью-Йорк  | Трава    | Хайме Фійоль       | Боб Лутц Стен Сміт                 | 3–6, 3–6                |
| Поразка   | 9.   | 1974 | Буенос-Айрес, Аргентина                     | Ґрунт    | Хайме Фійоль       | Мануель Орантес Гільєрмо Вілас     | 4–6, 3–6                |
| Перемога  | 4.   | 1975 | Шарлотт, США                                | Ґрунт    | Хайме Фійоль       | Ісмаїл Ель-Шафей Браян Феерлі      | 6–3, 5–7, 6–4           |
| Перемога  | 5.   | 1976 | Західний Берлін, Німеччина                  | Тверде   | Антоніо Муньйос    | Юрген Фассбендер Ганс-Юрген Поманн | 7–5, 6–1                |
| Перемога  | 6.   | 1976 | Сантьяго, Чилі                              | Ґрунт    | Ганс Гільдемайстер | Літо Альварес Белус Прахокс        | 6–3, 7–6                |
| Поразка   | 10.  | 1977 | Мурсія, Іспанія                             | Ґрунт    | Ганс Гільдемайстер | Патріс Домінгес Франсуа Жоффре     | 5–7, 2–6                |
| Перемога  | 7.   | 1977 | Індіанаполіс, США                           | Ґрунт    | Хайме Фійоль       | Дік Крілі Кліфф Летчер             | 6–7, 6–4, 6–3           |
| Перемога  | 8.   | 1977 | Сантьяго, Чилі                              | Ґрунт    | Хайме Фійоль       | Генрі Баніс Пол Макнамі            | 5–7, 6–1, 6–1           |